# Qualificazioni al campionato mondiale di calcio 2014 - CONCACAF - Seconda fase, gruppo A

## Classifica
| Squadra         | PT | G | V | N | P | F  | S  | DR  |
| --------------- | -- | - | - | - | - | -- | -- | --- |
| El Salvador     | 18 | 6 | 6 | 0 | 0 | 20 | 5  | +15 |
| Rep. Dominicana | 8  | 6 | 2 | 2 | 2 | 12 | 8  | +4  |
| Suriname        | 7  | 6 | 2 | 1 | 3 | 5  | 11 | -6  |
| Isole Cayman    | 1  | 6 | 0 | 1 | 5 | 2  | 15 | -13 |

## Risultati
| Arbitro: | Adrian Skeete |

|                  |           |  |
| Mando 11’ (rig.) | Marcatori |  |

| Arbitro: | Luis Rodríguez De La Rosa |

|                                     |           |                      |
| Zelaya 54’, 77’ (rig.) Bautista 63’ | Marcatori | 66’ Cruz 89’ Peralta |

| Arbitro: | Raúl Castro |

|           |           |                  |
| Ozuna 68’ | Marcatori | 25’ (rig.) Mando |

| Arbitro: | Elmar Rodas |

|                   |           |                                          |
| Ebanks 73’ (rig.) | Marcatori | 49’ Bautista 62’, 80’ Anaya 90+3’ García |

| Arbitro: | Ricardo Cerdas Sánchez |

|           |           |                              |
| Ozuna 54’ | Marcatori | 38’ (rig.) Romero 67’ Blanco |

| Arbitro: | Edvin Jurisevic |

|  |           |             |
|  | Marcatori | 57’ Drenthe |

| Arbitro: | Hugo Cruz Alvarado |

|                                               |           |  |
| Turcios 6’ Purdy 13’ Alas 45’ Sosa 88’ (rig.) | Marcatori |  |

| Arbitro: | Paul Ward |

|            |           |                        |
| Kwasie 80’ | Marcatori | 9’ Faña 47’, 75’ Ozuna |

| Arbitro: | Marcos Brea |

|               |           |                             |
| Esperance 81’ | Marcatori | 22’, 58’ Blanco 77’ Sánchez |

| Arbitro: | José Guerrero |

|                                                 |           |  |
| Navarro 15’ Ozuna 40’ Rodriguez 63’ Morillo 79’ | Marcatori |  |

| Arbitro: | James Matthew |

|            |           |            |
| Ebanks 73’ | Marcatori | 41’ García |

| Arbitro: | Javier Santos |

|                                 |           |  |
| Romero 33’, 63’ Burgos 77’, 83’ | Marcatori |  |